# Brad Garrett
Bradley Henry Gerstenfeld (Woodland Hills, 1960. április 14. –) háromszoros Primetime Emmy-díjas amerikai színész, stand-up komikus. 
Ismertnek számít szerepei során használt mély hangjáról. Több filmben és televíziós sorozatban feltűnt, legismertebb szerepe Robert Barone a Szeretünk Raymond című vígjátéksorozatból. 

## Fiatalkora
Barbara és Alvin "Al" Gerstenfeld gyermekeként született, zsidó származású családban. Két testvére van: Jeff és Paul. 
A George Ellery Hale Middle Schoolban tanult, és az El Camino Real High School tanulójaként érettségizett. Ezután kevesebb, mint két hónapig a Kaliforniai Egyetemen tanult, majd kilépett, hogy komikus karriert folytasson.

## Magánélete
1998-ban megkérte barátnője, Jill Diven kezét, és 1999. május 18-án összeházasodtak. Egy fiuk és egy lányuk van. 2005-ben külön váltak, 2006 júliusában pedig elváltak. A válás 2007 novemberében fejeződött be.
2008-ban kezdett randevúzni IsaBeall Quella színésznővel. 2015 decemberében eljegyezték egymást, 2021. november 11-én pedig összeházasodtak.
2007-ben kiütötte a TMZ egyik fotósának a kameráját a kezéből, mire a fotós azt állította, hogy arcon vágta őt. A Los Angeles-i Állami Ügyészség nem emelt vádat Garrett ellen, mivel az ügyész úgy érezte, hogy Garrett-et provokálták.

## Filmográfia
- Az igazi szellemirtók (1987)
- A Jetson család (1990)
- Don Kojot és Sancho Panda kalandjai (1990-1993)
- Porco Rosso – A mesterpilóta (1992)
- Tom és Jerry gyerekshow (1992)
- Dinka banda (1992)
- Nyekk, a macska (1992-1997)
- Gézengúz hiúz (1993)
- Két buta kutya (1993-1995)
- Batman (1994)
- Bobby világa (1994)
- Kaliforniába jöttem (1994)
- Fantasztikus Négyes (1995)
- Timon és Pumbaa (1995-1996)
- Lois és Clark: Superman legújabb kalandjai (1996)
- Megőrülök érted (1996)
- Drágám, add az életed! (1996)
- Mesék a kriptából (1996)
- Superman: A Krypton utolsó fia (1996)
- A kullancs (1996)
- Kacsacsapat (1996)
- Kerge kacsák (1996-1997)
- Dexter laboratóriuma (1996-1997)
- Szeretünk Raymond (1996-2005)
- 101 kiskutya (1997)
- A tökéletlenek (1997)
- Batman és Superman – A film (1997)
- Pocahontas 2. – Vár egy új világ (1998)
- Egy bogár élete (1998)
- Jack, a kalóz (1998)
- Férjek gyöngye (1998)
- Herkules (1998-1999)
- SpongyaBob Kockanadrág (1999)
- Mickey egér művek (1999)
- A bűn völgye (1999)
- A világ második legjobb gitárosa (1999)
- Robbie, a rénszarvas (1999)
- Tanárok kedvence (2000)
- Klubvilág (2001)
- Baseball ászok (2001)
- Mickey egér klubja (2001-2002)
- Stuart Little, kisegér 2. (2002)
- A házimaci (2002)
- Mackó-show a nagy kék házban (2002)
- Robbie, a rénszarvas 2. - Az elveszett törzs legendája (2002)
- Némó nyomában (2003)
- Az igazság ligája (2003)
- Garfield (2004)
- Tom és Jerry: Macska a Marson (2005)
- Gorillabácsi (2005)
- Tarzan 2. (2005)
- Asterix és a vikingek (2006)
- Éjszaka a múzeumban (2006)
- Én, Eloise (2006-2007)
- Míg a halál el nem választ (2006-2010)
- Zene és szöveg (2007)
- L’ecsó (2007)
- Ultrakopó (2007)
- Állati mesék: 3 malac és egy bébi (2008)
- Monk – A flúgos nyomozó (2008)
- Éjszaka a múzeumban 2. (2009)
- Oso különleges ügynök (2010)
- Aranyhaj és a nagy gubanc (2010)
- Megint Pirosszka! - Ellenrossz a rossz ellen (2011)
- A fantasztikus Burt Wonderstone (2013)
- Repcsik (2013)
- Eszementek (2013-2014)
- Repcsik: A mentőalakulat (2014)
- Éjszaka a múzeumban – A fáraó titka (2014)
- Tini Nindzsa Teknőcök: Elő az árnyékból! (2016)
- Esküdt ellenségek: Különleges ügyosztály (2016)
- Szenilla nyomában (2016)
- Rólunk szól (2016)
- Szénné égek idefent (2018)
- Ralph lezúzza a netet (2018)
- Aranyhaj: A sorozat (2018-2019)
- Single Parents (2018-2020)
- Los Angeles-i rémtörténetek: Angyalok városa (2020)
- Békaland (2021)
- Korall tábor: SpongyaBob alsós évek (2021-2022)
- Felnőttem, csacsacsa (2022)